# Epichorista
Epichorista är ett släkte av fjärilar. Epichorista ingår i familjen vecklare.

## Dottertaxa tillEpichorista, i alfabetisk ordning[1]
- Epichorista abdita
- Epichorista achrosta
- Epichorista aethocoma
- Epichorista armigera
- Epichorista aspistana
- Epichorista benevola
- Epichorista camacinana
- Epichorista candida
- Epichorista carcharodes
- Epichorista chloradelpha
- Epichorista cinerata
- Epichorista crypsidora
- Epichorista curva
- Epichorista elephantina
- Epichorista emphanes
- Epichorista epicura
- Epichorista eribola
- Epichorista eurymochla
- Epichorista exanimata
- Epichorista fraudulenta
- Epichorista galeata
- Epichorista geraeas
- Epichorista gonodesma
- Epichorista hemionana
- Epichorista leptosticha
- Epichorista licmaea
- Epichorista lindsayi
- Epichorista loxomochla
- Epichorista mesosceptra
- Epichorista mimica
- Epichorista niphosema
- Epichorista passaleuta
- Epichorista persecta
- Epichorista perversa
- Epichorista phaeocoma
- Epichorista phalaraea
- Epichorista prodigiosa
- Epichorista psoropis
- Epichorista samata
- Epichorista serena
- Epichorista sicca
- Epichorista siriana
- Epichorista smenodes
- Epichorista speciosa
- Epichorista spodophanes
- Epichorista tenebrosa
- Epichorista theatralis
- Epichorista tortuosa
- Epichorista uniformis
- Epichorista vestigialis
- Epichorista zatrophana